# Asplenium blumei
Asplenium blumei là một loài dương xỉ trong họ Aspleniaceae. Loài này được Bergsm. mô tả khoa học đầu tiên năm 1857.
Danh pháp khoa học của loài này chưa được làm sáng tỏ. 